# Subregión del Norte (Valle del Cauca)
La subegión del Norte del Valle del Cauca es una de las cinco subregiones en las que está dividido el departamento colombiano del Valle del Cauca. Sus orígenes están ligados al Cauca y la región formó parte de las Ciudades Confederadas del Valle del Cauca. La región está incluida en lo que se conoce como Eje cafetero y en la declaración del Paisaje Cultural Cafetero por la Unesco como Patrimonio de la Humanidad en el año 2011, algunos de sus municipios fueron incluidos.

La región principalmente, sobre el valle del río Cauca es azucarera (caña de azúcar) y en su parte montañosa es cafetera (café). 

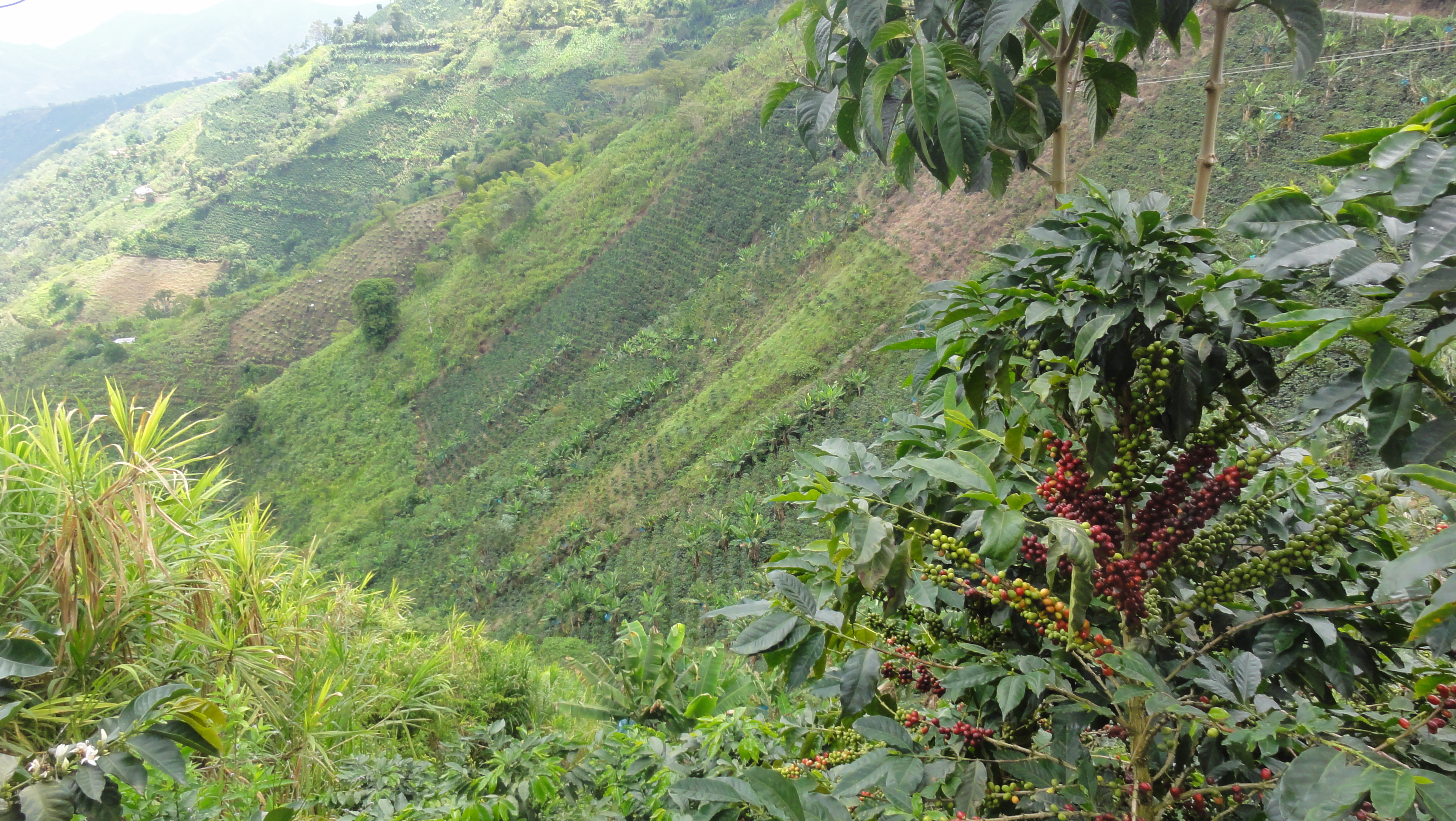
El Águila, vista cafetera

## Municipios
Lo conforman los siguientes municipios:
- Alcalá
- Ansermanuevo
- Argelia
- Bolívar
- Cartago
- Caicedonia
- El Águila
- El Cairo
- El Dovio
- La Unión
- La Victoria
- Obando
- Roldanillo
- Toro
- Ulloa
- Versalles
- Zarzal
- Sevilla

## Historia
Once de las localidades de la subregión son directa o indirectamente de origen caucano: Alcalá, Ansermanuevo, Bolívar, Cartago, El Dovio, La Unión, La Victoria, Obando, Roldanillo, Toro y Zarzal. En los otros cinco municipios, alejados de la vertiente del río Cauca, en los sectores montañosos pertenecientes a las cordilleras central y occidental, como Argelia, El Águila, El Cairo, Ulloa y Versalles existió principalmente una fuerte influencia de los colonizadores antioqueños y vallecaucanos debido a la colonización por parte de ellos, a finales del siglo XIX y principios del siglo XX.

## Geografía

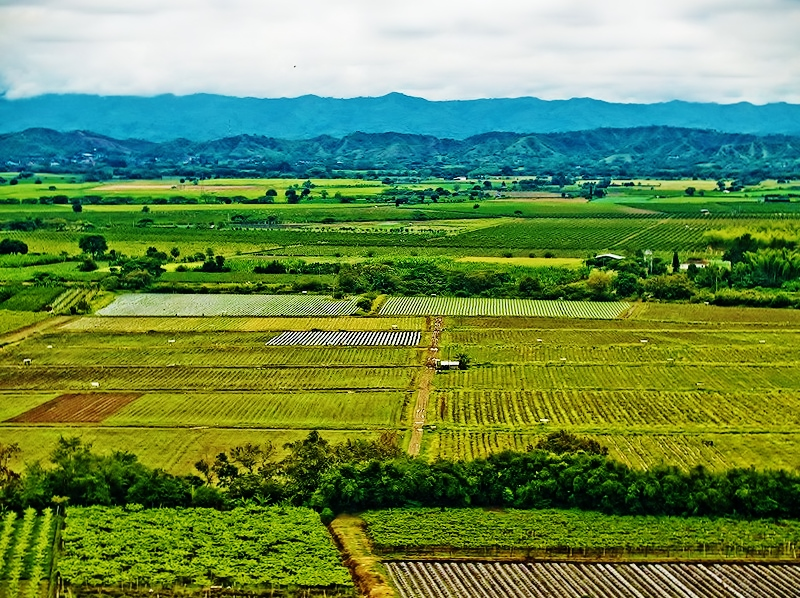
Zona rural de La Unión.

El norte del Valle está rodeado por las cordilleras Occidental y Central; lo que hace que su topografía sea quebrada en los extremos, y valle en el medio, por la ribera del Río Cauca. Posee una importante riqueza hídrica y el embalse Sara Brut, que abastece la mayoría de municipios de la subregión.

## Economía

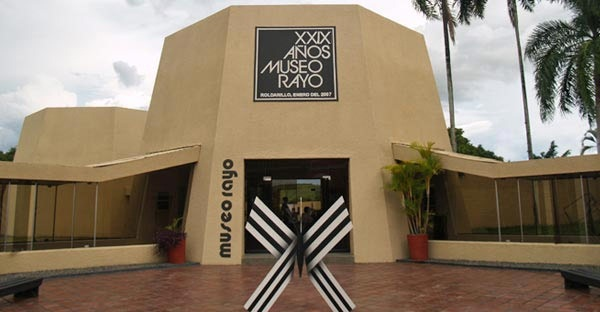
Museo Rayo en Roldanillo.

La mayor parte del territorio tiene vocación agrícola y pecuaria, con pocas industrias. En los municipios más montañosos se cultiva café y seis de ellos: Alcalá, Ansermanuevo, Argelia, El Águila, El Cairo y Ulloa fueron incluidos dentro del Paisaje Cultural Cafetero, declarado Patrimonio de la Humanidad por la Unesco. Se destaca el municipio de La Unión por su producción y procesamiento de uva, y los municipios de Cartago y Zarzal, por su intensa actividad comercial.
Las principales industrias de la zona son la fábrica de dulces de Colombina y el Ingenio Riopaila, en el corregimiento de La Paila del municipio de Zarzal. Este corregimiento también presenta una alta actividad económica por ser además el lugar de conexión vial con la ciudad de Armenia y el departamento del Quindío.

## Turismo

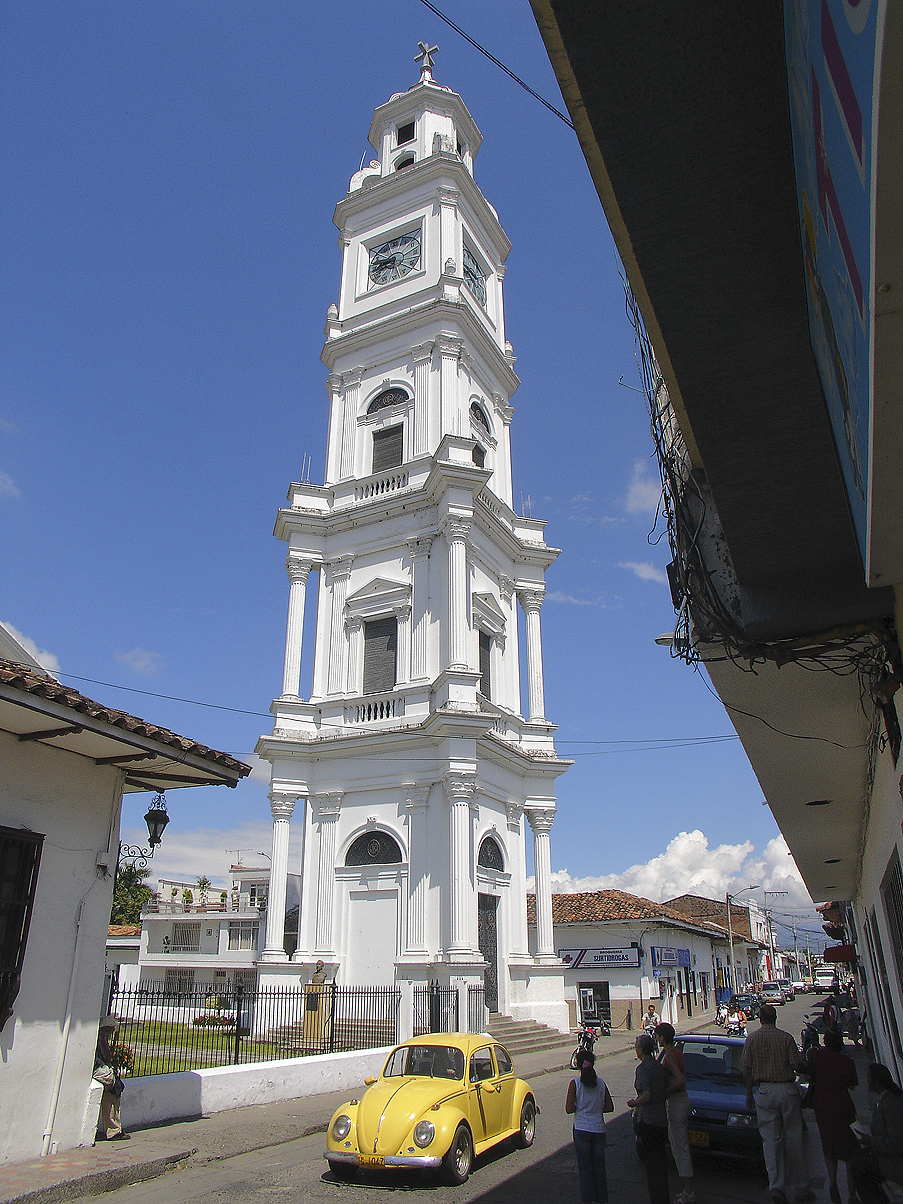
Catedral en Cartago.

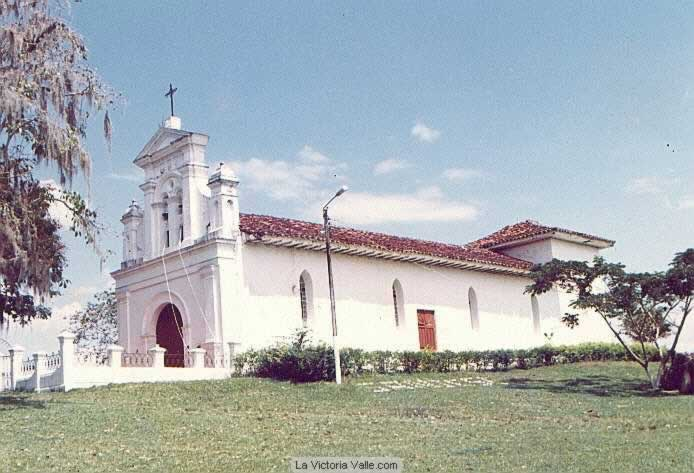
Santuario San José en La Victoria.

Se destaca el turismo religioso en el corregimiento de Ricaurte en el municipio de Bolívar, en donde se venera la imagen del Divino Ecce Homo, una pintura a la que se le atribuye una transformación milagrosa; así mismo, en La Victoria, se destaca la aparición mariana de la Virgen de los Santos y el Santuario San José, de origen colonial.
En el municipio de Roldanillo se construyó el Museo Rayo, que recoge la obra del pintor Omar Rayo y su colección personal; también en este municipio se suelen organizar competencias de Parapente, debido a las condiciones topográficas que lo hacen un lugar óptimo para practicar este deporte.